# Valentina Scalia
Valentina Scalia (Roma, 18 ottobre 1971) è una scenografa e costumista italiana.

## Carriera
Valentina Scalia ha allestito le scenografie di quattro film di Paolo Genovese e Luca Miniero. Ha anche partecipato a delle produzioni internazionali, come il film italo-cileno Palabras (2003) o la serie televisiva italo-argentina, in onda su FoxCrime, Donne assassine (2008).

## Filmografia
- La dottoressa Giò 2 (1998), miniserie televisiva, regia di Filippo De Luigi, (assistente scenografo)
- Ecco fatto (1998), regia di Gabriele Muccino, (assistente scenografo)
- Il corpo dell'anima (1999), regia di Salvatore Piscicelli, (assistente scenografo)
- Piccole cose di valore non quantificabile (1999), regia di Paolo Genovese e Luca Miniero, (scenografa)
- Occidente (2000), regia di Corso Salani, (scenografa, costumista)
- Incantesimo napoletano (2002), regia di Paolo Genovese, (scenografa)
- Piovono mucche (2002), regia di Luca Vendruscolo, (scenografa)
- Coppia (o le misure dell'amore) (2002), regia di Paolo Genovese e Luca Miniero, (architetta-scenografa, costumista)
- Palabras (2003), regia di Corso Salani, (scenografa, costumista)
- Ballo a tre passi (2003), regia di Salvatore Mereu, (costumista)
- Saimir (2004), regia di Francesco Munzi, (scenografa)
- Nessun messaggio in segreteria (2005), regia di Paolo Genovese e Luca Miniero, (scenografa)
- 7/8 - Sette Ottavi (2007), regia di Stefano Landini, (scenografa)
- Donne assassine (2008), serie televisiva (episodi sconosciuti), (architetta-scenografa)
- Oltre il mare (2009), regia di Cesare Fragnelli, (architetta-scenografa)
- Siamo solo noi (2009), regia di Cinzia Bomoll, (architetta-scenografa)
- Balla con noi - Let's Dance (2011), regia di Cinzia Bomoll, (architetta-scenografa)
- Bolgia totale (2013), regia di Matteo Scifoni, (architetta-scenografa)
- L'errore (2014), regia di Brando de Sica, (architetta-scenografa)